# Hoplobatrachus tigerinus
Hoplobatrachus tigerinus é uma espécie de anfíbio anuro da família Dicroglossidae. É considerada pouco preocupante pela Lista Vermelha da UICN. Está presente em Afeganistão, Bangladesh, Índia, Madagáscar, Maldivas, Myanmar, Nepal, Paquistão, Sri Lanka. Foi introduzida em Madagáscar, Maldivas.